# Andreï Dobrovolski
Pour les articles homonymes, voir Dobrovolski.
Andreï Mikhaïlovitch Dobrovolski (Андре́й Миха́йлович Доброво́льский), né le 12 avril 1950 à Moscou, est un réalisateur soviétique puis russe.

## Biographie
Andreï Doborvolski termine en 1973 l'Institut d'aviation de Moscou (МАИ), dont il est chercheur scientifique de 1973 à 1980. Ensuite, il s'inscrit à la faculté de cinéma de Moscou (VGIK) où il étudie notamment auprès d'Alexandre Alov et de Vladimir Naoumov ; il est dipl̩ômé en 1985 et travaille dès lors pour Mosfilm.
Il enseigne aux cours supérieurs de formation des scénaristes et réalisateurs de Moscou et dirige un atelier de formation cinématographique avec Andreï Guerassimov et avec Irakli Kvirikadze. Il donne aussi des cours au VGIK et dans un atelier de son.

## Filmographie
- 1982 : La salle de bains commune (Общая ванна)
- 1983 : Transformation (Превращение)
- 1985 : Notre combat (Наш комбат)
- 1987 : Le Gué (Брод)
- 1990 : Le Sphinx (Сфинкс) tourné sur le site du Monastère de l'Ascension Makarievski
- 1992 : Présence (Присутствие)
- 1997 : La Cuisine des passions (Кухня страстей)
- 1998 : Cinq soirées au grand théâtre dramatique (Пять вечеров с БДТ)